# Tournoi de tennis de Mérida
Le tournoi de tennis de Mérida est un tournoi de tennis féminin du circuit professionnel WTA qui se joue sur dur en extérieur.
Il est créé en 2023 pour rejoindre les tournois classés en WTA 250.
L'Italienne Camila Giorgi remporte la 1re édition en dominant en finale la Suédoise Rebecca Peterson. En 2024, la lauréate est la Turque Zeynep Sönmez, qui gagne la finale face à l'Américaine Ann Li.
En 2025, le tournoi est élevé en WTA 500 et son créneau de calendrier est déplacé d'octobre-novembre à février-mars.

## Palmarès

### Simple
| No | Date       | Nom et lieu du tournoi    | Catégorie | Dotation    | Surface    | Vainqueure    | Finaliste        | Score          |         |
| -- | ---------- | ------------------------- | --------- | ----------- | ---------- | ------------- | ---------------- | -------------- | ------- |
| 1  | 20-02-2023 | Merida Open Akron, Mérida | WTA 250   | 259 303 $   | Dur (ext.) | Camila Giorgi | Rebecca Peterson | 7-63, 1-6, 6-2 | Tableau |
| 2  | 28-10-2024 | Merida Open Akron, Mérida | WTA 250   | 267 082 $   | Dur (ext.) | Zeynep Sönmez | Ann Li           | 6-2, 6-1       | Tableau |
| 3  | 24-02-2025 | Merida Open Akron, Mérida | WTA 500   | 1 064 510 $ | Dur (ext.) | Emma Navarro  | Emiliana Arango  | 6–0, 6–0       | Tableau |

### Double
| No | Date       | Nom et lieu du tournoi   | Catégorie | Dotation    | Surface    | Vainqueures                          | Finalistes                      | Score     |         |
| -- | ---------- | ------------------------ | --------- | ----------- | ---------- | ------------------------------------ | ------------------------------- | --------- | ------- |
| 1  | 20-02-2023 | Merida Open Akron Mérida | WTA 250   | 259 303 $   | Dur (ext.) | Caty McNally Diane Parry             | Wang Xinyu Wu Fang-hsien        | 6-0, 7-5  | Tableau |
| 2  | 28-10-2024 | Merida Open Akron Mérida | WTA 250   | 267 082 $   | Dur (ext.) | Quinn Gleason Ingrid Gamarra Martins | Magali Kempen Lara Salden       | 6-4, 6-4  | Tableau |
| 3  | 24-02-2025 | Merida Open Akron Mérida | WTA 500   | 1 064 510 $ | Dur (ext.) | Katarzyna Piter Mayar Sherif         | Anna Danilina Irina Khromacheva | 7-62, 7-5 | Tableau |